# Triángulo omoclavicular
El triángulo supraclavicular, o triángulo omoclavicular, es la división menor del triángulo cervical posterior, está limitado, por encima, por el vientre inferior del músculo omohioideo; a continuación, por la clavícula; su base está formada por el borde posterior del esternocleidomastoideo.
Su suelo está formado por la primera costilla con la primera digitación de la serratus anterior.
El tamaño del triángulo subclavio varía con la extensión de la unión de las porciones claviculares del esternocleidomastoideo y el trapecio, y también con la altura a la que el  músculo omohioideo cruza el cuello.
Su altura también varía según la posición del brazo, disminuyendo con la elevación del miembro, debido al ascenso de la clavícula, y aumentando con la bajada del brazo, cuando ese hueso está deprimido.
Este espacio está cubierto por el tegumento, los fascias superficiales y profundas y el platisma, y está atravesado por los nervios supraclaviculares.
Justo por encima del nivel de la clavícula, la tercera porción de la arteria subclavia se curva de forma lateral y hacia abajo desde el margen lateral del escaleno anterior, a través de la primera costilla, hasta la axila, y esta es la situación más comúnmente elegida para ligar el vaso. 
A veces este vaso se eleva hasta 4 cm por encima de la clavícula; ocasionalmente, pasa por delante del escaleno anterior, o perfora las fibras de ese músculo.
La vena subclavia se encuentra detrás de la clavícula, y no suele verse en este espacio; pero en algunos casos se eleva hasta la arteria, e incluso se ha visto que pasa con ese vaso detrás del escaleno anterior.
El plexo braquial de los nervios se encuentra por encima de la arteria, y en estrecho contacto con ella. Pasando transversalmente detrás de la clavícula están los vasos escapulares transversales; y atravesando su ángulo superior en la misma dirección, la arteria cervical transversal y la vena.
La vena yugular externa corre verticalmente hacia abajo detrás del borde posterior del esternocleidomastoideo, para terminar en la vena subclavia; recibe las venas transversales cervicales y escapulares transversales, que forman un plexo delante de la arteria, y ocasionalmente una pequeña vena que cruza la clavícula desde la cefálica.
El pequeño nervio que va a la subclavia también cruza este triángulo por su parte media, y se suelen encontrar algunas glándulas linfáticas en el espacio.
Los ganglios agrandados en este triángulo, independientemente de su tamaño, se clasifican en N3 en la clasificación TNM para el carcinoma nasofaríngeo. 

## Galería

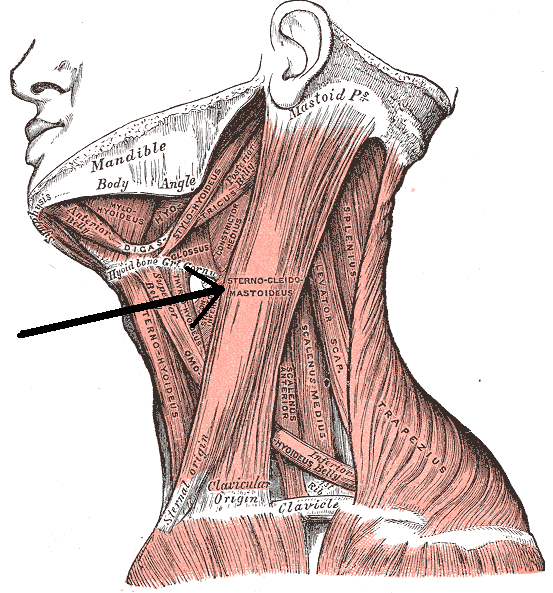
Músculo esternocleidomastoideo
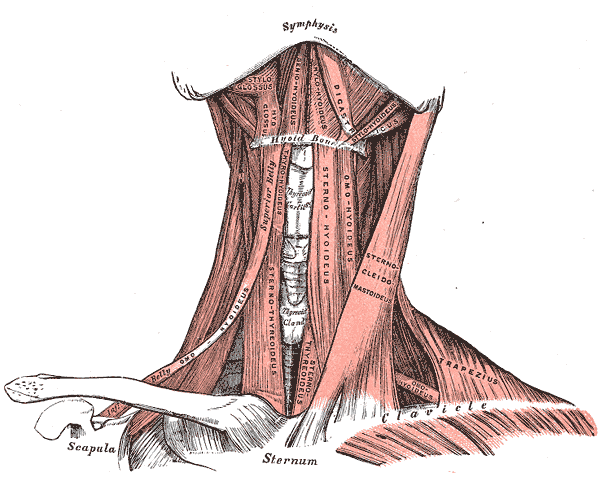
Los músculos del cuello. Vista anterior.
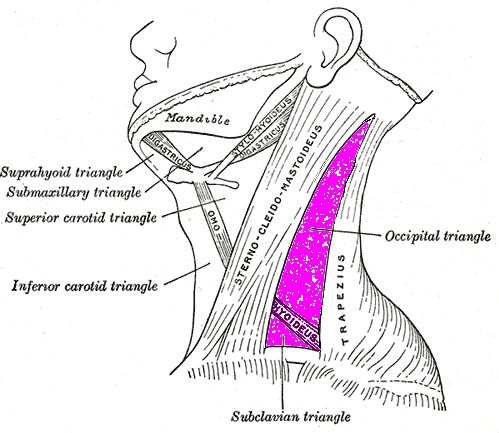
Triángulo posterior del cuello